# Robert Markowitz
Robert Markowitz (nacido el 7 de febrero de 1935 en Irvington, Nueva Jersey) es un director de películas de cine y de televisión estadounidense.  

## Carrera
Ha dirigido un número de películas de televisión, que incluye El Fantasma de la Ópera (1983), ¿Demasiado joven para morir? (1990), Día de decoración (1990), Porque mamá trabaja (1994), Escuadrón de combate 332 (1995), El gran Gatsby (2000), La mujer del piloto (2003), Palabra de honor (2003), Avenger (2006) y otras películas.
También dirigió episodios de Delvecchio, Serpico, y la serie de antología  Amazing Stories. Su última película fue la película de TNT para televisión Avenger (2006), protagonizada por Sam Elliott y Timothy Hutton.

## Filmografía parcial
- El muro (1982)
- ¿Demasiado joven para morir? (1990)
- Una mujer perseguida (1992)
- Escuadrón de combate 332 (1995)
- La mujer del piloto (2002) - Telefilm-CBS
- Palabra de honor (2003)
- Heartless (2005)
- Avenger (2006) - Telefilm-TNT